# Museo Minero de Lebu
El Museo Minero de Lebu es un museo público chileno ubicado en la comuna de Lebu, capital de la provincia de Arauco. Es de propiedad de la Municipalidad de Lebu y administrado por su Oficina de Cultura. Es junto al Museo Histórico de Lota los dos museos dedicados a la minería del carbón de piedra en la Región del Biobío, en la denominada «Cuenca del Carbón». Su sede se encuentra en la Mansión Errázuriz, en el sector de Boca Lebu, la cual a su vez está emplazada dentro del Jardín del Carbón, un parque urbano frente a las costas del océano Pacífico. La entrada es de acceso gratuito. 

## Historia
Inaugurado en 2003 como una iniciativa de la empresa Carbonífera Victoria de Lebu (Carvile), filial adquirida por la Empresa Nacional del Carbón entre los años 1975 y 1976, mediante un decreto emitido por la dictadura militar. La compañía era propietaria de la «Mansión Errázuriz», edificio sede del museo, quienes lo restauraron y remodelaron para tales propósitos. En 2008, la empresa donó la propiedad para fines culturales a la Ilustre Municipalidad de Lebu, la cual se hace cargo de la administración del museo. Dicha casona, data del año 1884 y fue construida para Maximiano Errázuriz Valdivieso, político conservador y empresario dedicado a la explotación minera en la zona.

## Colecciones
La colección permanente del museo alberga una serie de piezas, en su mayoría donadas por los familiares de mineros del carbón para su conservación y restauración, sobre las actividades mineras carboníferas iniciadas en el siglo XIX en la comuna, principalmente impulsado por la llegada de los marinos e inmigrantes británicos (Mackay), en asociación con algunos criollos de origen vasco (Urmeneta y Errázuriz).
Dentro de las colecciones destacan las herramientas e indumentarias de los mineros, una colección histórica de fotografías de las labores asociadas, además de una réplica de una mina subterránea de carbón. Asimismo, en los jardines del museo se encuentran tres ollas de hierro de gran tamaño empleadas por los cazadores balleneros de la zona durante los siglos XVIII y XIX.